# 納馬島

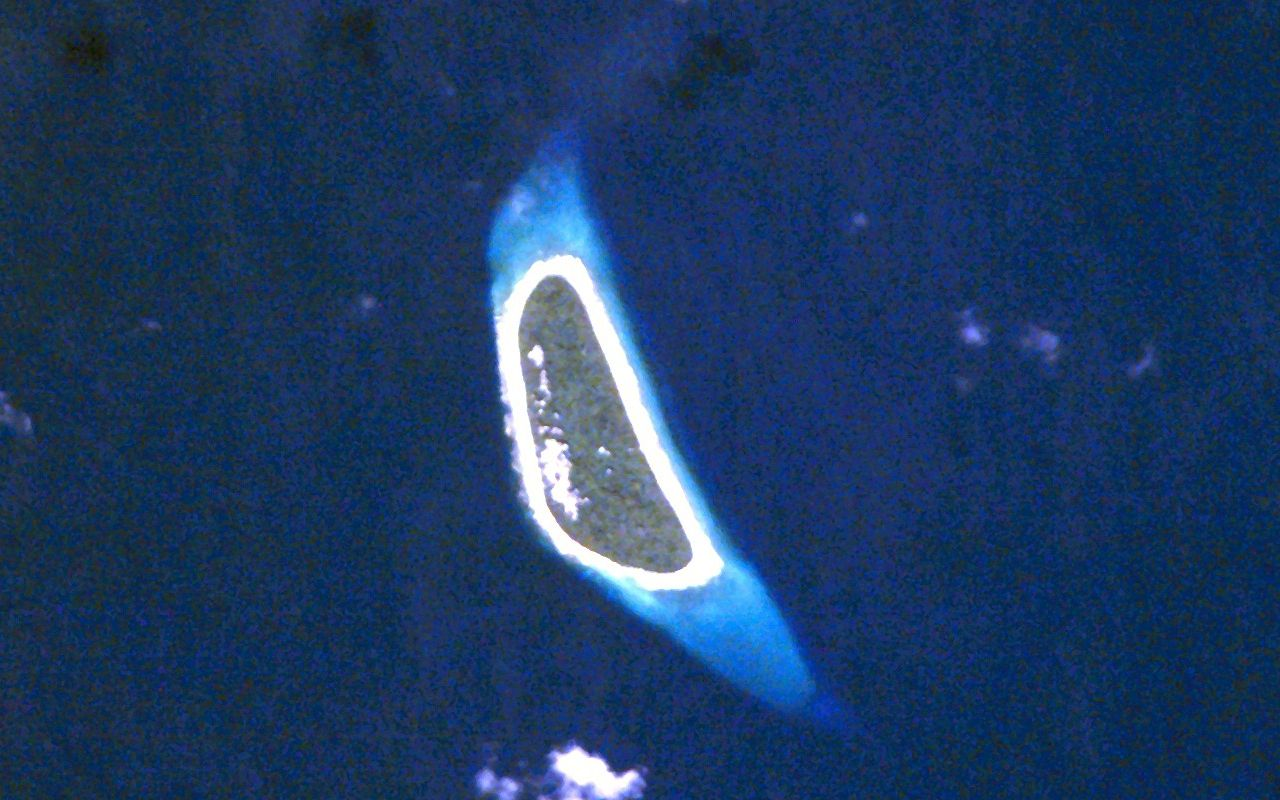

納馬島是西太平洋島國密克羅尼西亞聯邦的島嶼，屬於加羅林群島的一部分，位於洛薩普環礁西北13公里，長1.5公里、寬0.5公里，面積0.7平方公里，最高點海拔高度6米，2000年人口995。

## 外部連結
- Report of the German South Pacific Expedition 1908-1910
- Polynesia-Micronesia Biodiversity Hotspot （页面存档备份，存于）

6°59′30″N 152°34′29″E / 6.9918°N 152.5746°E